# Taylor Russell
Taylor Russell McKenzie (Vancouver, 1994. július 18.–) kanadai színésznő. 
A Lost in Space – Elveszve az űrben televíziós sorozatból, valamint a Waves, a Szavak a falakon, a Végtelen útvesztő és a Végtelen útvesztő 2. – Bajnokok csatája című filmekben játszott szerepéről ismert.

## Élete és pályafutása
Vancouverben, Brit Columbiában született, és az Ontario állambeli Torontoban nőtt fel. Vegyes származású, fekete apa és fehér anya gyermeke. Felnőttként emiatt megtapasztalta a rasszizmust és a kolorizmust. Russell arról beszélt, hogy reméli, több fekete vagy vegyes fajú nő fog áttörni a sci-fi filmes és televíziós munkákba, mint ahogyan ő tette.
Judy Robinsont alakítja a Lost in Space – Elveszve az űrben című sorozatban, az eredeti, 1965-ös tévésorozat Netflix-remakejében. A második évad 2019. december 24-én jelent meg a Netflixen.
2019-ben Taylor társszereplője volt a Végtelen útvesztő című pszichológiai horrorfilmnek. Szerepelt a Waves című filmben, amelyet az A24 Films 2019. november 15-én mutatott be. Taylor a filmben nyújtott alakításáért 2020 januárjában a Santa Barbara-i Nemzetközi Filmfesztiválon Virtuóz-díjjal tüntették ki. Ő lesz a főszereplője Luca Guadagnino közelgő filmjének, a Bones & All-nak.

## Filmográfia

### Film
| Év   | Magyar cím                              | Eredeti cím                          | Szerep         | Magyar hang    |
| ---- | --------------------------------------- | ------------------------------------ | -------------- | -------------- |
| 2013 |                                         | If I Had Wings                       | Julie          |                |
| 2015 |                                         | Suspension                           | Carrie         |                |
| 2017 | Mielőtt elmegyek                        | Before I Fall                        | Ashley         |                |
| 2018 | Sötét folyosók                          | Down a Dark Hall                     | Ashley         | Gulás Fanni    |
| 2018 | Forró hangulat                          | Hot Air                              | Tess           |                |
| 2019 | Végtelen útvesztő                       | Escape Room                          | Zoey Davis     |                |
| 2019 | Hullámok                                | Waves                                | Emily Williams | Vadász Laura   |
| 2020 | Szavak a falakon                        | Words on Bathroom Walls              | Maya Arnez     | Nagy Katica    |
| 2021 |                                         | Dr. Bird's Advice for Sad Poets      | Sophie         |                |
| 2021 | Végtelen útvesztő 2. – Bajnokok csatája | Escape Room: Tournament of Champions | Zoey Davis     |                |
| 2022 | Csontok meg minden                      | Bones & All                          | Maren Yearly   | Staub Viktória |
| 2023 | Anyánk a kanapén                        | Mother, Couch                        | Bella          | Mentes Júlia   |
| 2024 |                                         | National Theatre at Home: The Effect | Connie         |                |

### Televízió
| Év        | Cím                                      | Szerep         | Megjegyzések                                                                                  |
| --------- | ---------------------------------------- | -------------- | --------------------------------------------------------------------------------------------- |
| 2012      | Emily doktornő                           | Gonosz lány #1 | 1 epizód (Taylor McKenzie néven)                                                              |
| 2013      | Blink                                    | Jessica        | eladatlan próbaepizód                                                                         |
| 2014      | The Unauthorized Saved by the Bell Story | Lark Voorhies  | tévéfilm (Taylor Russell McKenzie néven)                                                      |
| 2014      | Sánta kutya                              | Jennifer       | tévéfilm                                                                                      |
| 2015      | Strange Empire                           | Cassie         | visszatérő szereplő (2 epizód)                                                                |
| 2015      | Éghasadás                                | Evelyn         | visszatérő szereplő (5 epizód)                                                                |
| 2016      | Dead of Summer                           | Laura          | 1 epizód                                                                                      |
| 2017      | Sea Change                               | CeCe           | tévéfilm                                                                                      |
| 2018–2021 | Lost in Space – Elveszve az űrben        | Judy Robinson  | főszereplő Jelölve–Szaturnusz-díj a legjobb női mellékszereplőnek streaming előadásban (2019) |

## Fordítás
- Ez a szócikk részben vagy egészben  a   Taylor Russell című angol Wikipédia-szócikk fordításán alapul.  Az eredeti cikk szerkesztőit annak laptörténete sorolja fel. Ez a jelzés csupán a megfogalmazás eredetét és a szerzői jogokat jelzi, nem szolgál a cikkben szereplő információk forrásmegjelöléseként.